# 肉穗草
肉穗草（学名：Sarcopyramis bodinieri）为野牡丹科肉穗草属下的一个种。